# Fotosensibilizador

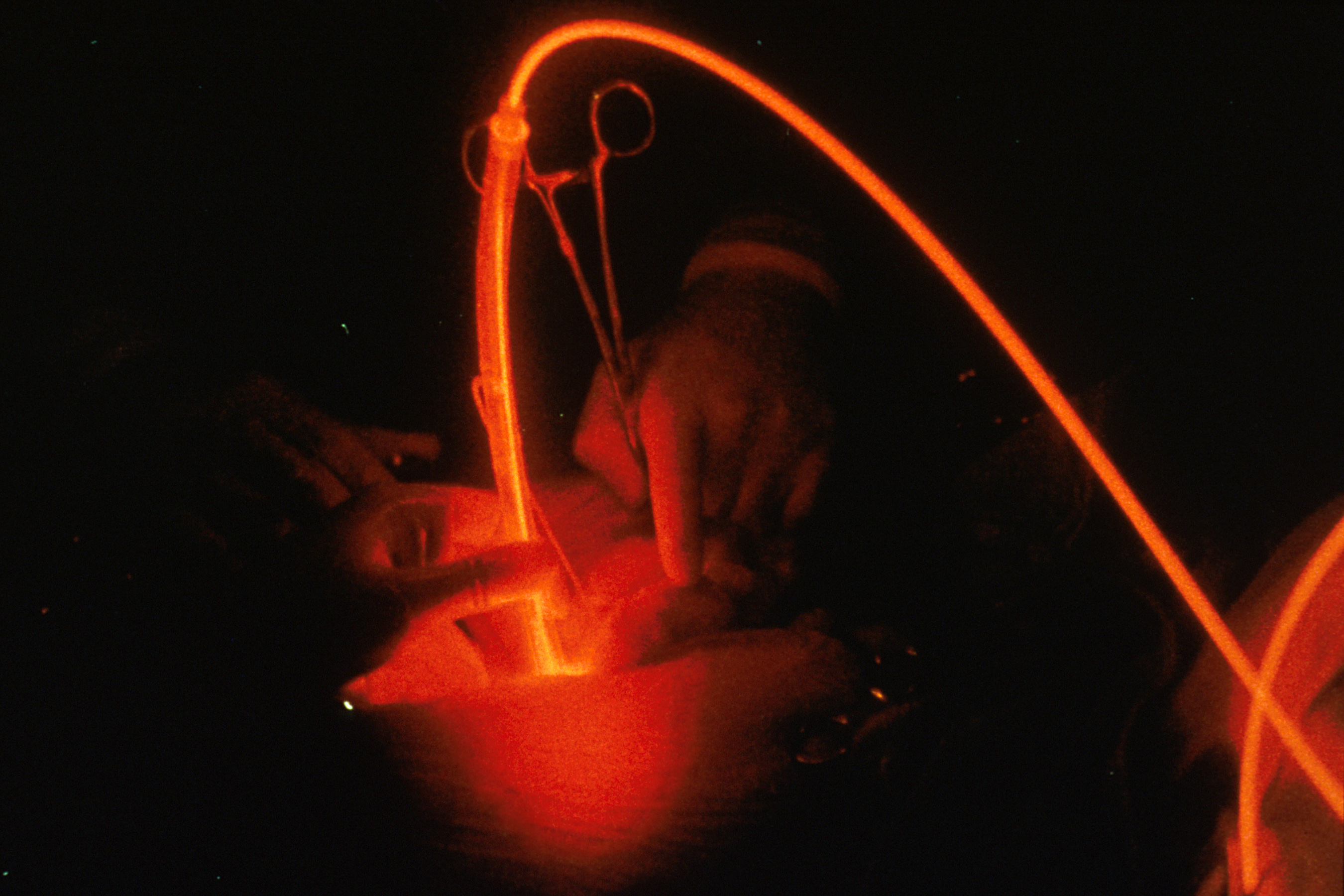
Un fotosensibilizador que se utiliza en terapia fotodinámica.

Un fotosensibilizador es una molécula que produce un cambio químico en otra molécula en un proceso fotoquímico. Los fotosensibilizadores se utilizan comúnmente en la química de polímeros en reacciones tales como fotopolimerización, fotorreticulación y fotodegradación. Los fotosensibilizadores también se utilizan para generar estados excitados de tripletes en moléculas orgánicas con usos en fotocatálisis, conversión de fotones y terapia fotodinámica. Los fotosensibilizadores generalmente actúan absorbiendo la región ultravioleta o visible de radiación electromagnética y transfiriéndola a moléculas adyacentes. Los fotosensibilizadores suelen tener grandes sistemas π deslocalizados, que reducen la energía de los orbitales HOMO y su absorción de luz podría ionizar la molécula. También hay ejemplos de uso de puntos cuánticos semiconductores como fotosensibilizadores.
La clorofila actúa como fotosensibilizador durante la fotosíntesis de carbohidratos en las plantas: 
{\displaystyle {\ce {6CO2 + 6H2O -> C6H12O6 + 6O2}}}

## Aplicaciones

### Médico
Los fotosensibilizadores son parte de la terapia fotodinámica (TFD) que se usa para tratar algunos cánceres. Ayudan a producir oxígeno singlete para dañar los tumores. Se pueden dividir en porfirinas, clorofilas y colorantes.
En febrero de 2019, científicos médicos anunciaron que el iridio adherido a la albúmina, creando una molécula fotosensibilizada, puede penetrar en las células cancerosas y, después de ser irradiado con luz (un proceso llamado terapia fotodinámica), destruir las células cancerosas.